# 小横蒴苣苔
小横蒴苣苔（学名：Beccarinda minima）为苦苣苔科横蒴苣苔属下的一个种。

## 扩展阅读
- 維基物種上的相關：小横蒴苣苔